# Fortescue Falls
Fortescue Falls är ett vattenfall i Australien. Det ligger i delstaten Western Australia, omkring 1 100 kilometer norr om delstatshuvudstaden Perth.
Trakten runt Fortescue Falls är nära nog obefolkad, med mindre än två invånare per kvadratkilometer.. Det finns inga samhällen i närheten.
Omgivningarna runt Fortescue Falls är i huvudsak ett öppet busklandskap. Genomsnittlig årsnederbörd är 506 millimeter. Den regnigaste månaden är januari, med i genomsnitt 239 mm nederbörd, och den torraste är augusti, med 1 mm nederbörd.